# Podkamień (hromada)
Podkamień – hromada wiejska w rejonie złoczowskim obwodu lwowskiego Ukrainy. Siedzibą hromady jest Podkamień.
Hromadę utworzono w ramach reformy decentralizacji w 2020 roku.

## Miejscowości hromady
W skład hromady wchodzi 1 osiedle typu miejskiego i 32 wsi.

- Podkamień – osiedle typu miejskiego, siedziba hromady
- Batków
- Czepiele
- Czernica
- Dudyń
- Hołubica
- Horbaniwka
- Jabłonówka
- Jaśniszcze
- Kutyszcze
- Litowyszcze
- Łukasze
- Łukawiec
- Maleniska
- Markopol
- Międzygóry
- Mykyty
- Nakwasza
- Niemiacz
- Orzechowczyk
- Palikrowy
- Pańkowce
- Pieniaki
- Popowce
- Strychaluki
- Styberówka
- Szpaki
- Szyszkowce
- Tetylkowce
- Wierzbowczyk
- Zalesie
- Zwyżyń
- Żarków